# Ismail Mohamed (1980)
Ismail Mohamed (Thinadoo, 16 marzo 1980) è un calciatore maldiviano, centrocampista del Victory.

## Carriera

### Club
Gioca dal 2001 al 2003 al Victory. Nel 2004 gioca all'Island. Gioca dal 2005 al 2006 al Victory. Nel 2007 gioca al VB Sports Club. Nel 2008 si trasferisce al Victory. Nel 2011 viene acquistato dal VB Sports Club. Nel 2014 passa al Victory.

### Nazionale
Debutta in Nazionale nel 2004. Ha collezionato, in totale con la Nazionale, 28 presenze e 2 reti.

## Palmarès
- Dhivehi Premier League: 3

Victory: 2005, 2006
VB Sports: 2011
- Coppa delle Maldive: 2

Victory: 2010
VB Sports: 2011